# Giovanni Pecci
Giovanni Pecci (Siena, seconda metà del XIV secolo – Siena, 1º marzo 1426) è stato un vescovo cattolico italiano.

## Biografia
Nato a Siena nella seconda metà del XIV secolo da Bartalomeo Pecci, fu cavaliere gerosolimitano, protonotaio apostolico e canonico della cattedrale di Siena. Da canonico – se ne fa menzione in una riunione del concistoro del 1405 – Pecci si batté affinché venissero revisionati i vecchi statuti dell'Opera del Duomo nel tentativo di reintrodurre la rappresentanza dei canonici tra i consiglieri per la direzione della politica artistica della cattedrale. I tentativi non dettero tuttavia buon esito.
Fu nominato vescovo di Grosseto il 15 dicembre 1417 e confermato tale da papa Martino V il 1º gennaio 1418. Rivestì la carica fino al giorno della sua morte, il 1º marzo 1426, lasciando la sede vacante fino al subentro di Antonio Casini in qualità di amministratore apostolico.
Alla sua morte, avvenuta nella natìa Siena, ne fu affidata la sepoltura a Donatello, che si trovava in città a lavorare ai rilievi del fonte battesimale nel Battistero. La lastra tombale di Giovanni Pecci in bronzo è ancora oggi situata sul pavimento del duomo di Siena presso la cappella di Sant'Ansano, dove fu spostata nel 1452 per volere della famiglia Pecci.